# Julian Alaphilippe
Julian Alaphilippe (Saint-Amand-Montrond, 11 giugno 1992) è un ciclista su strada e ciclocrossista francese che corre per la Tudor Pro Cycling Team.
Professionista dal 2014, si è laureato campione del mondo su strada nel 2020 e nel 2021, aggiudicandosi inoltre la Milano-Sanremo 2019, tre edizioni della Freccia Vallone (2018, 2019 e 2021), la Strade Bianche 2019, sei tappe al Tour de France (due oltre alla classifica scalatori nel 2018, due nel 2019, una nel 2020 e una nel 2021) una al Giro d’Italia (2024) e una alla Vuelta a España. Soprannominato Loulou, è specialista delle corse di un giorno, si è anche classificato secondo alla Liegi-Bastogne-Liegi 2015 e 2021, al Giro di Lombardia 2017 e alla Milano-Sanremo 2020, e terzo alla Milano-Sanremo 2017.

## Carriera

### Gli esordi e il debutto nel professionismo
Originario dello Cher, comincia a gareggiare nel ciclismo all'età di tredici anni. Tra gli Juniores veste la divisa dell'Union Sportive Florentaise Cyclisme di Saint-Florent-sur-Cher, e nel 2010 è medaglia d'argento di categoria ai campionati del mondo di ciclocross. Debutta tra gli Elite/Under-23 nel 2011 con il team dilettantistico Armée de Terre (la squadra dell'esercito francese), vincendo, l'anno dopo, una tappa alla Coupe des Nations Ville de Saguenay, gara canadese valida per la Coppa delle Nazioni U23; nel novembre 2012 è anche medaglia di bronzo Under-23 ai campionati europei di ciclocross a Ipswich. Nel 2013 è tra le file della Etixx-Ihned, formazione Continental vivaio dell'Omega Pharma-Quickstep: in stagione si aggiudica quattro gare del calendario Europe Tour, tra cui una frazione del Tour de Bretagne e una del Tour de l'Avenir (corsa in cui conquista anche la classifica a punti).
Passato professionista a inizio 2014 con il team Omega Pharma-Quickstep, nella prima parte di stagione ottiene due podi di tappa in volata alla Volta Ciclista a Catalunya, gara World Tour. In agosto si piazza invece terzo alla RideLondon - Surrey Classic, mentre al seguente Tour de l'Ain, in Francia, ottiene la prima vittoria da pro nella quarta e ultima frazione, vincendo anche le classifiche a punti e dei giovani.

### 2015-2017: i primi piazzamenti di rilievo
Nell'aprile del 2015, dopo un inizio di stagione in sordina, si mette in evidenza con tre piazzamenti nelle classiche delle Ardenne: si classifica prima settimo all'Amstel Gold Race, poi secondo sul Muro di Huy alla Freccia Vallone, staccato dal solo Alejandro Valverde, e infine ancora secondo, in volata dietro allo stesso Valverde, alla Liegi-Bastogne-Liegi. Pochi giorni dopo al Tour de Romandie coglie due podi di tappa, mentre in maggio ottiene il primo successo stagionale al Tour of California, vincendo in solitaria la frazione regina sull'arrivo del Mount Baldy; nella graduatoria finale della gara californiana è secondo, battuto da Peter Sagan, nonché miglior giovane. Nella seconda parte di stagione non ottiene risultati di rilievo, contraendo invece, in ottobre, la mononucleosi.

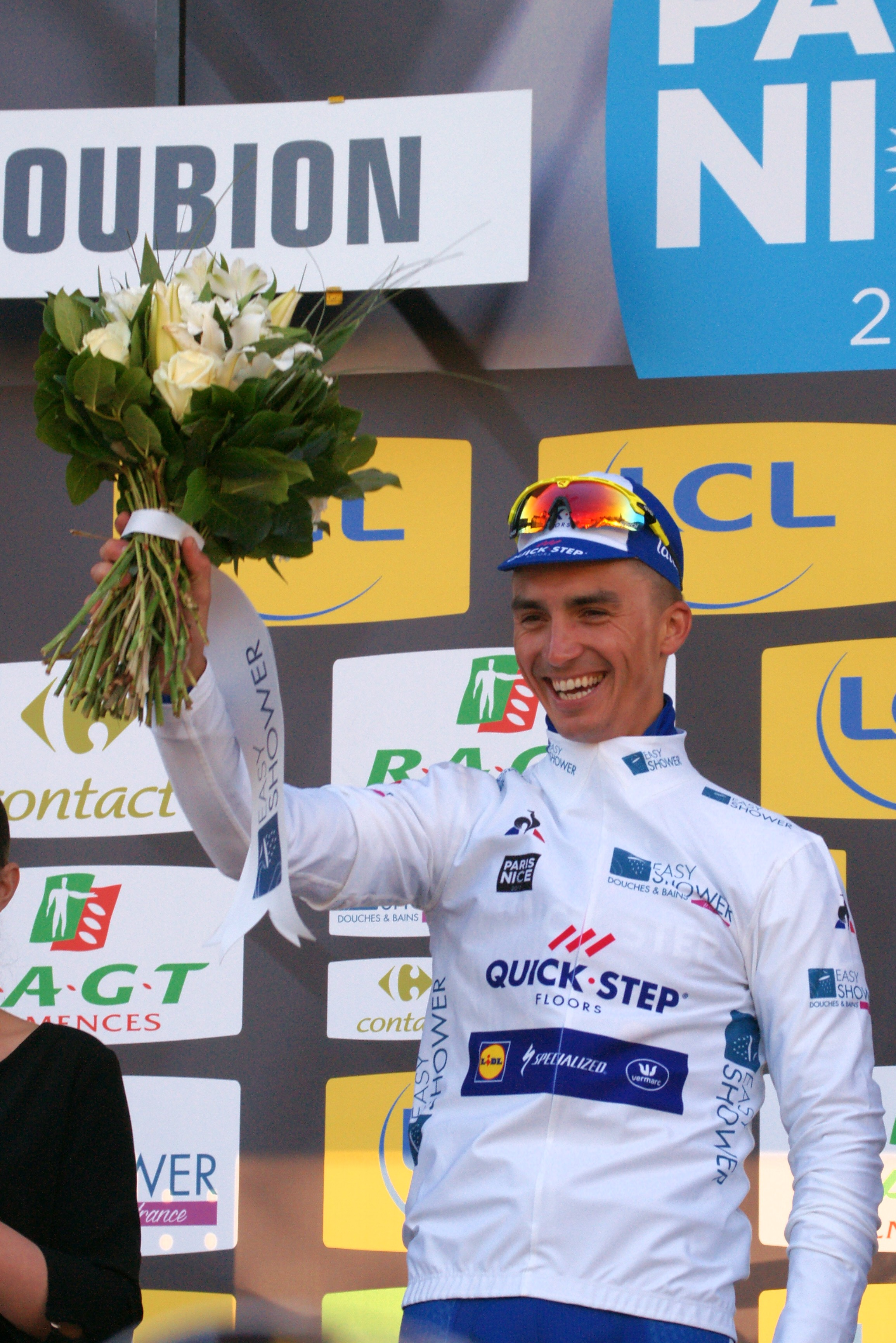
Alaphilippe con la maglia bianca alla Parigi-Nizza 2017.

A causa della mononucleosi, l'inizio di stagione 2016 di Alaphilippe è difficoltoso. In primavera ottiene comunque il sesto posto all'Amstel Gold Race e il secondo alla Freccia Vallone, battuto ancora da Valverde. Nel mese di maggio vince una tappa e la classifica finale del Tour of California e disputa un ottimo Giro del Delfinato arrivando sesto in classifica generale, secondo in quella a punti e primo tra i giovani. Prende quindi il via, per la prima volta, al Tour de France: in quella Grande Boucle si piazza secondo nella seconda tappa, superato dal solo Sagan, e rimane secondo nella generale fino alla sesta tappa, quando esce di classifica; successivamente conquista altri due piazzamenti di giornata tra i primi cinque, al termine di lunghe fughe. Dopo il Tour conclude quarto nella prova in linea dei Giochi olimpici di Rio de Janeiro, mentre nei seguenti Campionati europei, disputati in Francia a Plumelec, si classifica secondo nella prova in linea, battuto in volata dal solo Sagan.
Nel 2017, dopo un ottimo Abu Dhabi Tour, che conclude quinto in classifica e primo tra i giovani, si presenta al via della Parigi-Nizza in ottima forma. Durante la prima tappa, caratterizzata dai ventagli, resta nel gruppo di testa e scatta sullo strappo finale, ma viene raggiunto e superato da Arnaud Démare piazzandosi secondo. Vince poi la quarta tappa, una cronometro individuale di 14,5 km, salendo al comando della classifica generale con 33" su Tony Gallopin; si tratta della sua prima vittoria in una gara World Tour. Perde infine la leadership nella settima tappa, sul duro arrivo in salita del Col de la Couillole, e retrocede così al quinto posto finale, ma fa comunque sue le classifiche a punti e dei giovani. Alla seguente Milano-Sanremo si piazza terzo, battuto dai compagni di attacco Michał Kwiatkowski e Peter Sagan, mentre al Giro dei Paesi Baschi rimedia un infortunio al ginocchio che lo costringe al ritiro e a saltare le classiche delle Ardenne, suo obiettivo stagionale.
Rientra alle gare dopo metà luglio, al Grand Prix Pino Cerami. Successivamente debutta alla Vuelta a España andando alla ricerca dei successi parziali. Vince così l'ottava frazione, che si conclude dopo il duro strappo di Xorret de Catí: entrato nella fuga di giornata, resiste alle accelerazioni in salita di Rafał Majka e distanzia il polacco e Jan Polanc sulla linea d'arrivo. Dopo la Vuelta si piazza decimo nella prova in linea dei campionati del mondo di Bergen, rendendosi protagonista con uno scatto nel finale, e secondo al Giro di Lombardia, anticipato dal solo Vincenzo Nibali.

### 2018-2019: l'affermazione al Tour e nelle classiche

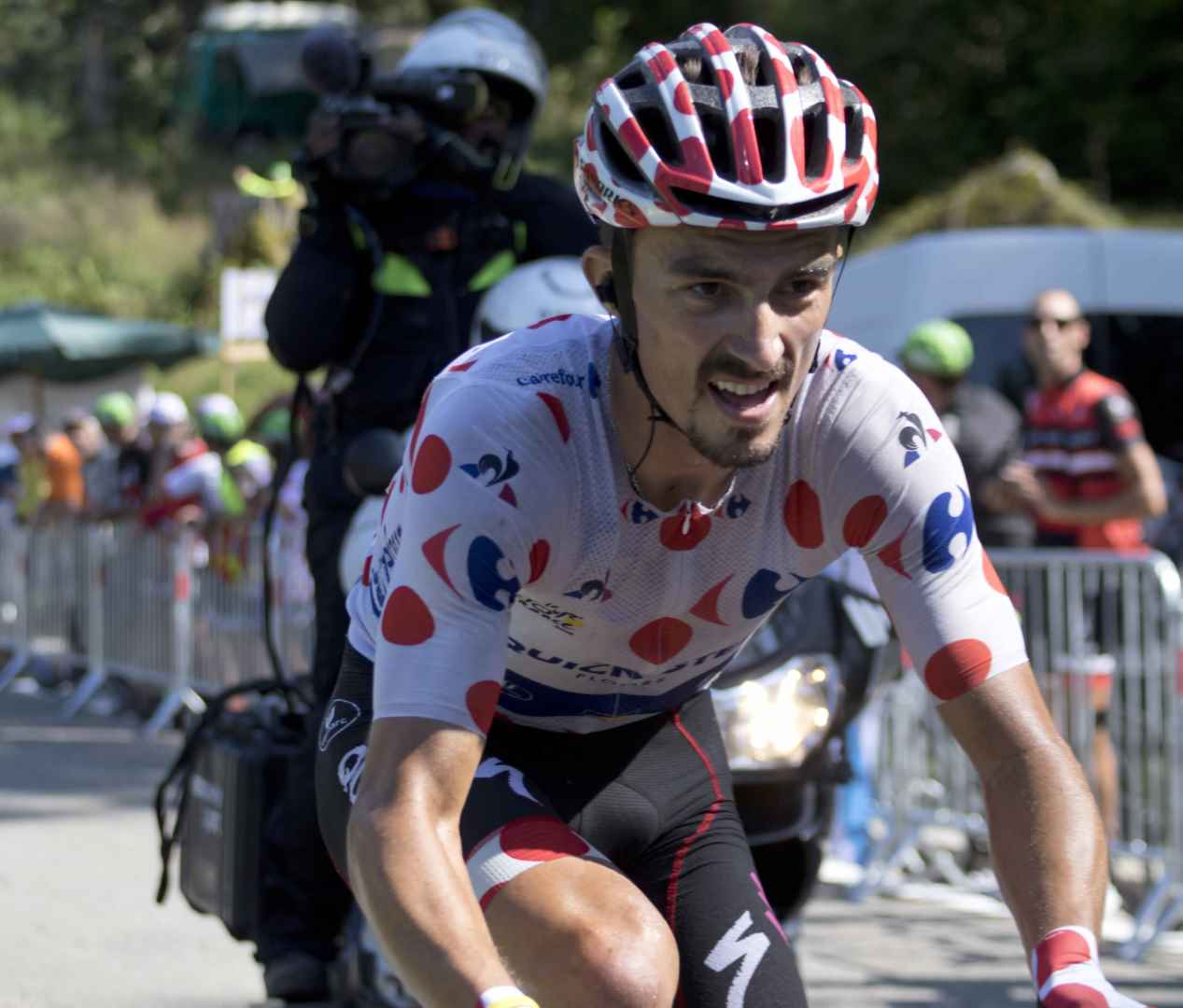
Alaphilippe in azione con la maglia a pois al Tour de France 2018.

Per la stagione 2018 si prepara specialmente per le classiche delle Ardenne. Dopo il debutto stagionale alla Colombia Oro y Paz, in cui vince la frazione con arrivo sull'Alto Boquerón, dimostra una buona condizione al Giro dei Paesi Baschi, imponendosi consecutivamente nelle prime due tappe. Il buono stato di forma gli permette finalmente di battere Alejandro Valverde alla Freccia Vallone, in volata sul muro di Huy; conclude poi quarto alla Liegi-Bastogne-Liegi. In giugno vince una tappa al Giro del Delfinato, mentre in luglio partecipa al Tour de France imponendosi in due tappe di montagna: la decima, in cui dopo essere entrato nella fuga di giornata giunge da solo sul traguardo alpino di Le Grand-Bornand, e la sedicesima, ancora in solitaria, sul traguardo pirenaico di Bagnères-de-Luchon. Oltre alle due vittorie di tappa, trionfa nella classifica riservata agli scalatori. Una settimana dopo la fine del Tour si impone anche nella Classica di San Sebastián: nel finale raggiunge Bauke Mollema, che era scattato in salita, e lo batte in una volata a due. Nel mese di settembre vince quindi una tappa e la classifica finale sia del Tour of Britain che della Okolo Slovenska in Slovacchia. Conclude la stagione con l'ottavo posto nella prova in linea dei campionati del mondo di Innsbruck.

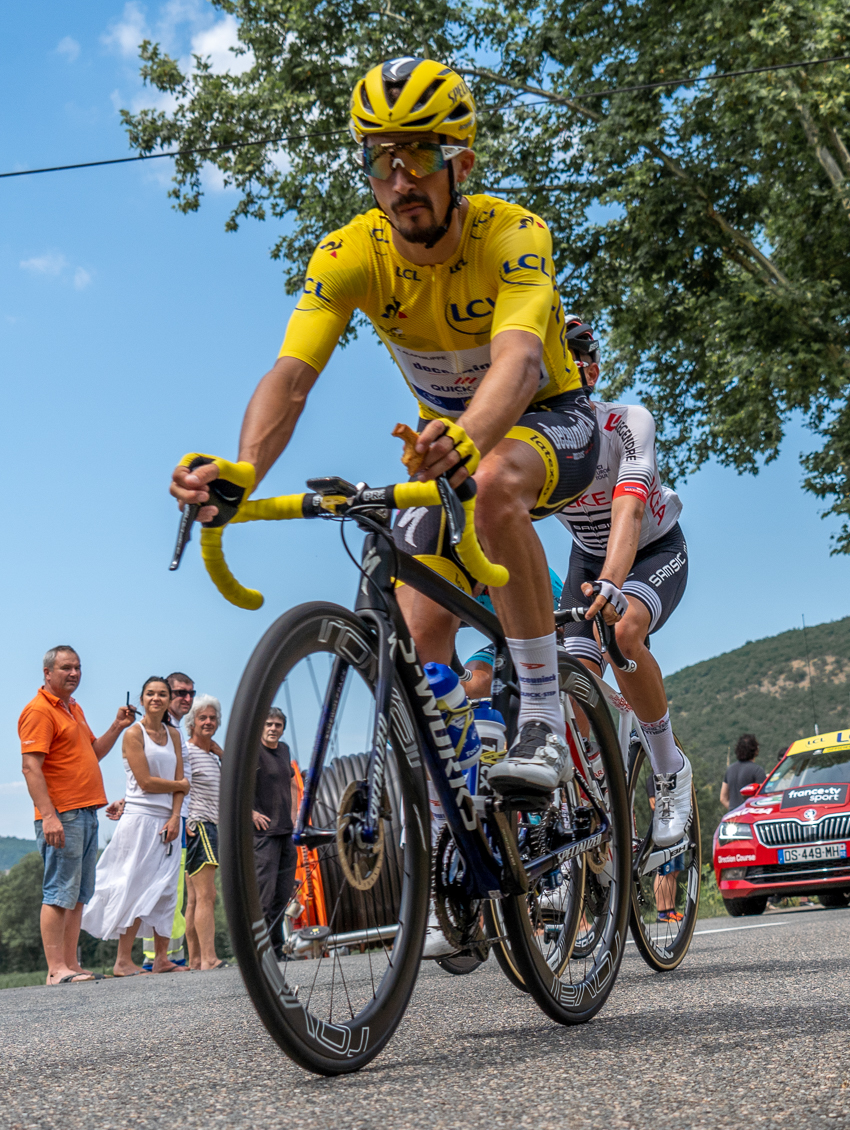
Alaphilippe in azione in maglia gialla al Tour de France 2019.

Debutta nella stagione 2019 alla Vuelta San Juan, dove dimostra di avere già una buona condizione vincendo la seconda e la terza frazione (a cronometro), e piazzandosi secondo nella classifica generale finale. A metà febbraio vince la quinta tappa e la classifica a punti del Tour Colombia. Il 9 marzo vince la Strade Bianche, dopo aver attaccato in compagnia di Jakob Fuglsang e Wout Van Aert a 24 chilometri dall'arrivo e aver battuto il danese in volata; due settimane dopo si aggiudica anche la Milano-Sanremo, precedendo in volata il belga Oliver Naesen e il polacco Michał Kwiatkowski. Questo risultato gli permette di diventare il nuovo numero uno del ranking mondiale UCI. Tra aprile e giugno si aggiudica quindi una tappa al Giro dei Paesi Baschi, la sua seconda Freccia Vallone e una tappa e la classifica scalatori al Giro del Delfinato, piazzandosi inoltre secondo alla Freccia del Brabante e quarto all'Amstel Gold Race, battuto in entrambe le occasioni dall'olandese Mathieu van der Poel.
In luglio partecipa al Tour de France, corsa in cui si aggiudica due tappe: la terza in solitaria ad Épernay, al termine della quale va a vestire anche la maglia gialla, e la tredicesima, la cronometro di Pau. Durante la corsa mantiene il simbolo del primato per quattordici frazioni: deve arrendersi nella diciannovesima tappa, quando il colombiano Egan Bernal, primo a transitare sul Colle dell'Iseran (la tappa viene interrotta per maltempo), lo sopravanza in classifica, portando poi la maglia fino a Parigi. Conclude il Tour de France in quinta posizione.

### 2020-2021: le vittorie al Tour e i due titoli mondiali

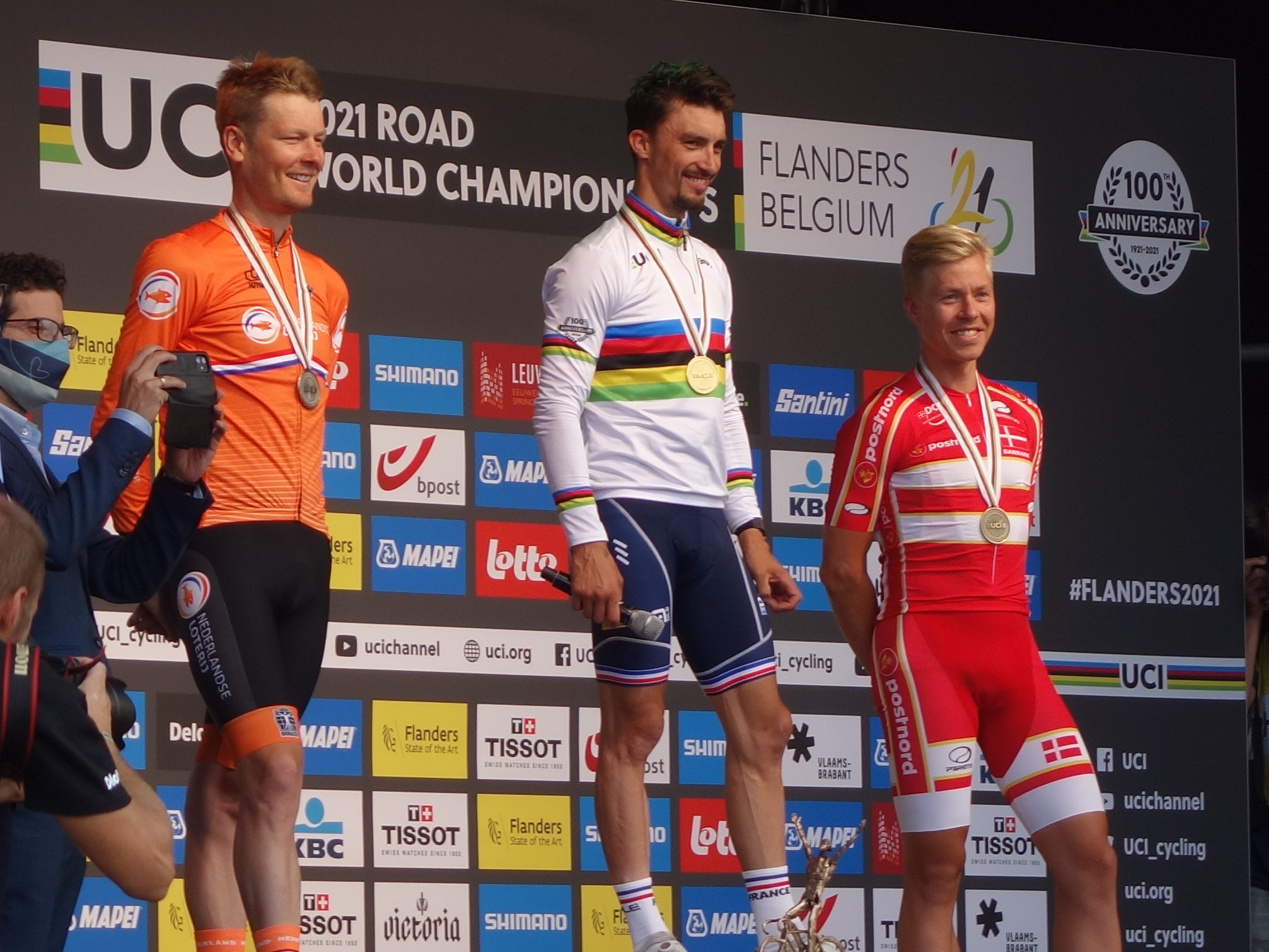
Alaphilippe in maglia arcobaleno sul podio del Mondiale nelle Fiandre del 2021, il suo secondo titolo iridato.

Inizia la stagione 2020 con un terzo posto di tappa al Tour Colombia 2.1. Con la ripresa delle corse dopo lo stop per la pandemia di COVID-19 si classifica secondo alla Milano-Sanremo, preceduto dal belga Van Aert. Partecipa quindi al Tour de France: vince la seconda tappa con arrivo a Nizza e veste per tre giorni la maglia gialla, ma non riesce a replicare le gesta dell'anno prima e conclude la Grande Boucle al 36º posto. Il 27 settembre 2020 a Imola si laurea campione mondiale in linea, imponendosi in solitaria davanti a Van Aert e allo svizzero Marc Hirschi, rispettivamente al secondo e terzo gradino del podio; riporta così la Francia sul tetto del mondo ciclistico 23 anni dopo il successo di Laurent Brochard. Conclude la stagione con il quinto posto alla Liegi-Bastogne-Liegi (venendo declassato per volata irregolare dopo l'iniziale secondo posto) e il successo nella Freccia del Brabante.
Inizia la stagione 2021 con i secondi posti nella classifica generale del Tour La Provence e nella Strade Bianche (anticipato da Van der Poel); ottiene il primo successo stagionale nella seconda tappa della Tirreno-Adriatico, davanti allo stesso Van der Poel e a Van Aert. È quindi protagonista nelle classiche delle Ardenne: dopo il sesto posto all'Amstel Gold Race, vince la sua terza Freccia Vallone davanti allo sloveno Primož Roglič e conclude quindi secondo alla Liegi-Bastogne-Liegi, battuto in uno sprint ristretto dall'altro sloveno Tadej Pogačar. Nel mese di luglio partecipa nuovamente al Tour de France, dove vince la prima tappa con arrivo a Landerneau vestendo per un giorno la maglia gialla; conclude la corsa in 30ª posizione. Tra agosto e settembre è secondo nella Bretagne Classic Ouest-France e terzo, con un secondo posto di tappa, al Tour of Britain. Il 26 settembre 2021 a Lovanio si riconferma quindi campione del mondo in linea precedendo in solitaria l'olandese Dylan van Baarle e il danese Michael Valgren: bissa così il titolo dell'anno prima e diventa il primo francese a vincere due mondiali consecutivi.

### Vita privata
È sposato dal 2020 con Marion Rousse, ex ciclista professionista e direttrice del Tour de France femminile. Dalla loro unione, il 14 giugno 2021 è nato il loro primo figlio, Nino.

## Palmarès

### Strada
- 2012 (Armée de Terre)

2ª tappa Coupe des Nations Ville de Saguenay (La Baie > La Baie)
- 2013 (Etixx-Ihned)

4ª tappa Tour de Bretagne (Le Rheu > Fougères)
Grand Prix Südkärnten
3ª tappa Internationale Thüringen Rundfahrt (Neuhaus > Neuhaus)
7ª tappa Tour de l'Avenir (Châtel > Plateau des Glières)
- 2014 (Omega Pharma-Quickstep, una vittoria)

4ª tappa Tour de l'Ain (Nantua > Arbent)
- 2015 (Etixx-Quick Step, una vittoria)

7ª tappa Tour of California (Ontario > Monte San Antonio)
- 2016 (Etixx-Quick Step, due vittorie)

3ª tappa Tour of California (Thousand Oaks > Santa Barbara County)
Classifica generale Tour of California
- 2017 (Quick-Step Floors, due vittorie)

4ª tappa Parigi-Nizza (Beaujeu > Mont Brouilly, cronometro)
8ª tappa Vuelta a España (Hellín > Xorret de Catí/Costa Blanca Interior)
- 2018 (Quick-Step Floors, dodici vittorie)

4ª tappa Colombia Oro y Paz (Buga > El Tambo)
1ª tappa Giro dei Paesi Baschi (Zarautz > Zarautz)
2ª tappa Giro dei Paesi Baschi (Zarautz > Bermeo)
Freccia Vallone
4ª tappa Giro del Delfinato (Chazey-sur-Ain > Lans-en-Vercors)
10ª tappa Tour de France (Annecy > Le Grand-Bornand)
16ª tappa Tour de France (Carcassonne > Bagnères-de-Luchon)
Classica di San Sebastián
3ª tappa Tour of Britain (Bristol > Bristol)
Classifica finale Tour of Britain
1ª tappa Okolo Slovenska (Poprad > Štrbské Pleso)
Classifica finale Okolo Slovenska
- 2019 (Deceuninck Quick-Step, dodici vittorie)

2ª tappa Vuelta a San Juan (Chimbas > Peri Lago Punta Negra)
3ª tappa Vuelta a San Juan (Pocito > Pocito, cronometro)
5ª tappa Tour Colombia 2.1 (La Unión > La Unión)
Strade Bianche
2ª tappa Tirreno-Adriatico (Camaiore > Pomarance)
6ª tappa Tirreno-Adriatico (Matelica > Jesi)
Milano-Sanremo
2ª tappa Giro dei Paesi Baschi (Zumarraga > Gorraiz)
Freccia Vallone
6ª tappa Giro del Delfinato (Saint-Vulbas > Saint-Michel-de-Maurienne)
3ª tappa Tour de France (Binche > Épernay)
13ª tappa Tour de France (Pau > Pau, cronometro)
- 2020 (Deceuninck Quick-Step, tre vittorie)

2ª tappa Tour de France (Nizza > Nizza)
Campionati del mondo, Prova in linea
Freccia del Brabante
- 2021 (Deceuninck Quick-Step, quattro vittorie)

2ª tappa Tirreno-Adriatico (Camaiore > Chiusdino)
Freccia Vallone
1ª tappa Tour de France (Brest > Landerneau)
Campionati del mondo, Prova in linea
- 2022 (Quick-Step Alpha Vinyl Team, due vittorie)

2ª tappa Giro dei Paesi Baschi (Leitza > Viana)
1ª tappa Giro di Vallonia (Temploux > Huy)
- 2023 (Soudal Quick-Step, due vittorie)

Ardèche Classic
2ª tappa Giro del Delfinato (Brassac-les-Mines > La Chaise-Dieu)
- 2024 (Soudal Quick-Step, tre vittorie)

12ª tappa Giro d'Italia (Martinsicuro > Fano)
3ª tappa Okolo Slovenska (Piešťany > Dubnica nad Váhom)
4ª tappa Giro della Repubblica Ceca (Šumperk > Šternberk)

#### Altri successi
- 2011 (Armée de Terre)

La Gainsbarre
- 2012 (Armée de Terre)

Classifica giovani Coupe des Nations Ville de Saguenay
- 2013 (Etixx-Ihned)

Classifica a punti Tour de l'Avenir
- 2014 (Omega Pharma-Quickstep)

Classifica a punti Tour de l'Ain
Classifica giovani Tour de l'Ain
- 2015 (Etixx-Quick Step)

Classifica giovani Tour of California
- 2016 (Etixx-Quick Step)

Classifica giovani Giro del Delfinato
- 2017 (Quick-Step Floors)

Classifica giovani Abu Dhabi Tour
Classifica a punti Parigi-Nizza
Classifica giovani Parigi-Nizza
Classifica giovani Tour of Guangxi
- 2018 (Quick-Step Floors)

Classifica scalatori Tour de France
- 2019 (Deceuninck Quick-Step)

Classifica a punti Tour Colombia 2.1
Classifica scalatori Giro del Delfinato
Premio della Combattività Tour de France
- 2022 (Quick-Step Alpha Vinyl Team)

Classifica a punti Tour de la Provence
- 2024 (Soudal Quick-Step)

Premio della Combattività Giro d'Italia
Classifica a punti Okolo Slovenska

### Cross
- 2009-2010 (Juniores)

Grote Prijs Eric De Vlaeminck, 3ª prova Coppa del mondo Juniores (Heusden-Zolder)
- 2011-2012

Cyclo-cross de Rodez, 2ª prova Challenge la France Cycliste Under-23 (Rodez)
Campionati francesi, Under-23 (Quelneuc)
- 2012-2013

Cyclo-cross de Besançon, 2ª prova Challenge la France Cycliste Under-23 (Besançon)
Memorial Romano Scotti, 5ª prova Coppa del mondo Under-23 (Roma)
Campionati francesi, Under-23 (Nommay)

## Piazzamenti

### Grandi Giri
- Giro d'Italia

2024: 48°
- Tour de France

2016: 41º
2018: 33º
2019: 5º
2020: 36º
2021: 30º
2023: 33º
2025: 56º
- Vuelta a España

2017: 68º
2022: ritirato (11ª tappa)

### Classiche monumento
- Milano-Sanremo

2017: 3º
2018: 35º
2019: vincitore
2020: 2º
2021: 16º
2023: 11º
2024: 9º
2025: 42º
- Giro delle Fiandre

2020: ritirato
2021: 42º
2023: 51º
2024: 70°
- Liegi-Bastogne-Liegi

2015: 2º
2016: 23º
2018: 4º
2019: 16º
2020: 5º
2021: 2º
2022: ritirato
2023: 86º
2025: 58º
- Giro di Lombardia

2014: ritirato
2016: 60º
2017: 2º
2021: 6º
2022: 51º
2023: 36º

### Competizioni mondiali
- Campionati del mondo su strada

Toscana 2013 - In linea Under-23: 9º
Richmond 2015 - In linea Elite: ritirato
Bergen 2017 - In linea Elite: 10º
Innsbruck 2018 - In linea Elite: 8º
Yorkshire 2019 - In linea Elite: 28º
Imola 2020 - In linea Elite: vincitore
Fiandre 2021 - In linea Elite: vincitore
Wollongong 2022 - In linea Elite: 51°
Glasgow 2023 - In linea Elite: ritirato
Zurigo 2024 - In linea Elite: ritirato
- Campionati del mondo di ciclocross

Tábor 2010 - Juniores: 2º
Koksijde 2012 - Under-23: 14º
Louisville 2013 - Under-23: 22º
- Giochi olimpici

Rio de Janeiro 2016 - In linea: 4º
Rio de Janeiro 2016 - Cronometro: 32º
Parigi 2024 - In linea: 11º

### Competizioni europee
- Campionati europei su strada

Olomuoc 2013 - In linea Under-23: 4º
Plumelec 2016 - In linea Elite: 2º
- Campionati europei di ciclocross

Lucca 2011 - Under-23: 23º
Ipswich 2012 - Under-23: 3º
- Giochi europei

Baku 2015 - In linea: ritirato

## Riconoscimenti
- Vélo d'Or nel 2019